# Dilsen
Dilsen est une section de la ville belge de Dilsen-Stokkem située en Région flamande dans la province de Limbourg. C'était une commune à part entière avant la fusion des communes de 1971.

## Histoire
La partie supérieure ouest de l'ancienne commune, sur le plateau de Campine, présente des découvertes archéologiques allant du Mésolithique à l'âge du fer. La Meuse coulait alors beaucoup plus à l'ouest qu'aujourd'hui, directement le long du bord abrupt du plateau, et seulement à partir d'environ 500 av. J.-C. s'est déplacée vers l'est. À l'époque romaine, Feresne se trouvait peut-être ici, une statio de la route de Tongres à Nimègue.
La plus ancienne mention écrite de Dilsen date de 1062, sous le nom de Thilesna. Au Xe siècle, le domaine de Dilsen appartenait au comté de Bruxelles, qui fut finalement uni au comté de Louvain. En 1062, le domaine fut cédé à la petite-fille de Lambert II Baldéric de Louvain, Adela, mariée au margrave Otton de Thuringe. Après leur mort, le domaine passa au chapitre de Saint-Servais à Maastricht. Ce domaine de 120 hectares comprenait également l'église et plusieurs dizaines de serfs et correspondait à l'actuel Oud-Dilsen (nl), situé à l'est de la chaussée romaine.
La partie ouest de la grande chaussée appartenait au comté de Gueldre et entra en possession des comtes de Looz en 1253 et, à partir de 1366, du prince-évêché de Liège. En 1723, le prince-évêque Georges II Lodewijk van Bergen confia le manoir de Dilsen à son baron Michel van Rosen, chargé de garder les forêts. Il fit construire le château actuel en 1725.
L'ouest de Dilsen était occupé par les Ledebos, où eurent lieu les premières exploitations au XIIIe siècle. Le hameau de Houthuizen y fut fondé. À partir de la 2e moitié du XIXe siècle, Houthuizen deviendra le centre de Dilsen. Le centre d'origine, à l'est de la grande chaussée, est depuis connu sous le nom d'Oud-Dilsen.
Le 5 septembre 1590, pendant la guerre de Quatre-Vingts Ans, les troupes espagnoles attaquèrent le château de Stokkem (nl) qu'ils incendièrent tout comme l'église et une partie d'Oud-Dilsen.

## Démographie

### Évolution démographique
- Sources : INS, Rem. : 1831 jusqu'en 1961 = recensements[2].